# Hamburg Masters 2001
L'Hamburg Masters 2001 è stato un torneo di tennis giocato sulla terra rossa. È stata la 95ª edizione dell'Hamburg Masters, che fa parte della categoria ATP Masters Series nell'ambito dell'ATP Tour 2001. Si è giocato al Rothenbaum Tennis Center di Amburgo in Germania, dal 14 al 21 maggio 2001.

## Campioni

### Singolare
Albert Portas ha battuto in finale  Juan Carlos Ferrero

### Doppio
Jonas Björkman  /  Todd Woodbridge hanno battuto in finale  Daniel Nestor /  Sandon Stolle con il punteggio di 7–6 (2), 3–6, 6–3.